# Pendro
Pendro (kurd Pêndro o پێندرۆ) és un poble kurd al Kurdistan iraquià, situat a la província d'Erbil, prop de la frontera amb Turquia, es troba aproximadament entre 15 i 18 km al nord de Barzan, de població superior a 2540 persones.